# Brain Research
Brain Research es una revista científica internacional multidisciplinar que se encarga de publicar investigaciones relacionadas con la neurociencia. 
Brain Research realiza publicaciones acerca de investigaciones sobre la estructura del sistema nervioso y su función, que son de interés general para la comunidad internacional de neurocientíficos. 

## Secciones
- Biología celular, señalización y transmisión sináptica
- Desarrollo, degeneración y regeneración, además de envejecimiento
- Sistemas de neurociencia y comportamiento
- Cognición y computación
- Neurobiología de las enfermedades
- Revisiones

## Métricas de revista
2024
- Web of Science Group : 3.252
- Índice h de Google Scholar: 212
- Scopus: 3.434